# Дю Ри, Шарлотта
Графиня Шарлотта Дю Ри (швед. Charlotte Du Rietz, урождённая баронесса De Geer; 1744—1820) — шведская придворная дама, известная своими любовными отношениями с Густавом III в июле-сентябре 1768 года.

## Биография
Родилась 25 января 1746 (по другим данным в 1744 году) в Стокгольме. Была дочерью барона Карла де Гера и его жены Катарины Шарлотты Риббинг.

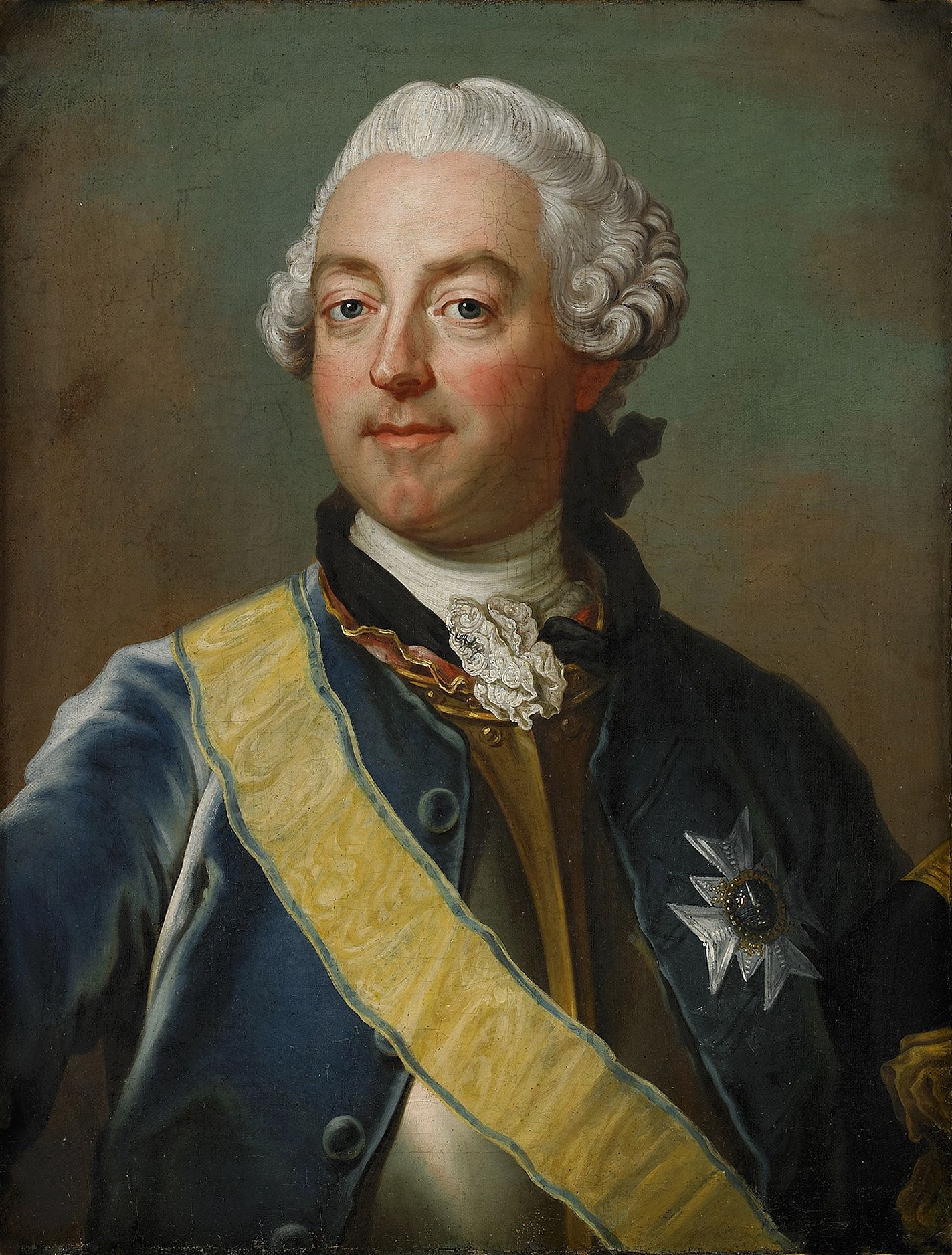
Андерс Рудольф Дю Ри

В 1765 году Шарлотта вышла замуж за военного, генерал-лейтенанта графа Андерса Рудольфа Дю Ри.
В начале 1768 года Густав III флиртовал с двумя придворными дамами — Евой Лёвен и Шарлоттой Дю Ри, выбрав для последующего общения вторую. Они были вовлечены в крепкую эмоциональную дружбу — Густав ухаживал за Шарлоттой и обменивался с нею письмами. Всё это окончилось после его женитьбы на Софии Магдалене Датской. Отношения Густава III с Шарлоттой Дю Ри упоминается историками как его единственный роман. 5 октября 1768 года они в последний раз встретились в Уппсале, где он был в инспекционной поездке, и обменялись прощальными письмами. Переписка между Шарлоттой и Густавом III в настоящее время хранится в библиотеке Уппсальского университета.
Умерла 25 мая 1820 года в Стокгольме.
Шарлотта Дю Ри фигурирует в романе «Morianen, eller Holstein-Gottorpiska Huset i Sverige» шведского писателя Магнуса Якоба Крузенстольпе.

### Семья
У Шарлотты Дю Ри были дети:
- Jacquette Eleonora (1777—1779),
- Jaquette Elisabet (1781—1816),
- Ebba Charlotta (?—1775),
- Carl Magnus (?—1797).